# 제마 페이
제마 페이(영어: Gemma Fay, 1981년 12월 9일 ~ )는 스코틀랜드의 전 여자 축구 선수이다. 선수 시절 포지션은 골키퍼였다.

## 클럽 경력
세인트 존스톤 산하 유소년 축구단에 입단하면서 선수 생활을 시작했으며 2002년까지 애버딘, 에어 유나이티드 소속으로 뛰었다. 2002년에는 잉글랜드의 브라이턴 & 호브 앨비언으로 이적했고 2003년에는 스코틀랜드의 하이버니언으로 이적했다. 2003-04 시즌에서는 하이버니언의 스코티시 위민스 프리미어리그 우승, 2004-05 시즌에서는 스코티시 위민스 프리미어리그컵 우승에 기여했다.
2005년에는 리즈 유나이티드 소속으로 이적했으며 2007년에는 스코틀랜드의 하이버니언으로 복귀했다. 그 뒤 하이버니언의 스코티시 위민스 프리미어리그컵 1회 우승(2007-08 시즌), 스코티시 위민스컵 2회 우승(2007, 2008 시즌)을 이끌었다. 2009년부터 2016년까지 셀틱 소속으로 뛰었고 2010 시즌에서는 셀틱의 스코티시 위민스 프리미어리그컵 우승에 기여했다.
2016년부터 2017년까지 글래스고 시티 소속으로 활약했고 2016 시즌에서는 글래스고 시티의 스코티시 위민스 프리미어리그 우승에 기여했다. 2017년에는 아이슬란드의 스탸르난으로 이적했다.

## 국가대표 경력
16세 시절이던 1998년 5월에 열린 체코와의 1999년 FIFA 여자 월드컵 유럽 지역 예선 경기에 처음 출전하면서 스코틀랜드 여자 축구 국가대표팀 선수로 데뷔했다. 2009년 키프로스컵에서 A매치 100경기 출전 기록을 수립했고 2012년 5월 26일에 열린 스웨덴과의 경기에서 A매치 142경기 출전 기록을 수립했다. UEFA 여자 유로 2017을 끝으로 대표팀에서 은퇴할 때까지 203경기에 출전했다.

## 수상

### 클럽
하이버니언
- 스코티시 위민스 프리미어리그 1회 우승 (2003-04)
- 스코티시 위민스 프리미어리그컵 2회 우승 (2004-05, 2007-08)
- 스코티시 위민스컵 2회 우승 (2007, 2008)

셀틱
- 스코티시 위민스 프리미어리그컵 1회 우승 (2010)

글래스고 시티
- 스코티시 위민스 프리미어리그 1회 우승 (2016)